# Graphics Environment Manager
Graphics Environment Manager (afgekort tot GEM) is een grafische interface van Digital Research die werd geïntroduceerd op 28 februari 1985. Het draait onder DOS op zowel Intel 8088- als Motorola 68000-processors.
GEM werd onder het publiek bekend als de grafische schil voor de Atari ST-serie computers en werd meegeleverd met bepaalde IBM PC-compatible computers van het Britse Amstrad. GEM was de kern voor een klein aantal softwaretoepassingen, waaronder Ventura Publisher.
GEM Desktop is in 1990 afgesplitst naar ViewMAX en werd uitsluitend gebruikt als grafische schil voor bestandsbeheer onder DR-DOS. Digital Research werd in juni 1991 gekocht door Novell en alle ontwikkelingen van GEM werd stopgezet.

## Versies
- GEM Desktop 1.0 (GEM/1), uitgebracht op 28 februari 1985
- GEM Desktop 1.1, uitgebracht op 10 april 1985 en kon CGA- en EGA-beeldschermen ondersteunen. Versie 1.2 werd speciaal ontwikkeld voor Apricot Computers.
- GEM Desktop 2.0 (GEM/2) verscheen op 24 maart 1986 en bood ondersteuning voor VGA-monitors.
- GEM Desktop 3.0 (GEM XM), uitgebracht in 1986/1987 en kon wisselen tussen meerdere gelijktijdige vensters. Het heeft ook een klembordfunctie voor het overbrengen van gegevens tussen twee applicaties.
- GEM/3 Desktop verscheen op 3 november 1988 en kreeg verbeteringen qua snelheid en meerdere ingebouwde toepassingen voor het uitvoeren van taken. GEM 3 was de laatste officiële commerciële versie.
- GEM/4 kwam uit in 1990 en werd speciaal ontwikkeld voor Artline 2, een Duits tekenprogramma.
- GEM/5 kreeg een 3D-uiterlijk en kon lettertypes eenvoudiger schalen naar grootte. Het werd eveneens speciaal ontwikkeld voor GST Timeworks Publisher.